# RCA Championships 2005 - Qualificazioni singolare
Le qualificazioni del singolare  del RCA Championships 2005 sono state un torneo di tennis preliminare per accedere alla fase finale della manifestazione. I vincitori dell'ultimo turno sono entrati di diritto nel tabellone principale. In caso di ritiro di uno o più giocatori aventi diritto a questi sono subentrati i lucky loser, ossia i giocatori che hanno perso nell'ultimo turno ma che avevano una classifica più alta rispetto agli altri partecipanti che avevano comunque perso nel turno finale.
Le qualificazioni del torneo RCA Championships 2005 prevedevano 32 partecipanti di cui 4 sono entrati nel tabellone principale.

## Teste di serie
1. Lu Yen-hsun (Qualificato)
2. Ivo Heuberger (primo turno)
3. Glenn Weiner (primo turno)
4. Sébastien de Chaunac (Qualificato)

1. Tomáš Cakl (ultimo turno)
2. Jesse Witten (ultimo turno)
3. Brendan Evans (Qualificato)
4. Brian Wilson (ultimo turno)

## Qualificati
1. Lu Yen-hsun
2. Brendan Evans

1. Mashiska Washington
2. Sébastien de Chaunac

## Tabellone

### Legenda
| - Q = Qualificato - WC = Wild card - LL = Lucky loser | - ALT = Alternate - SE = Special Exempt - PR = Protected Ranking | - w/o = Walkover - r = Ritirato - d = Squalificato |

### Sezione 1
|  | Primo turno     | Primo turno       | Primo turno       | Primo turno | Primo turno |  |  | Secondo turno | Secondo turno   | Secondo turno   | Secondo turno | Secondo turno |   |   | Ultimo turno | Ultimo turno | Ultimo turno | Ultimo turno | Ultimo turno |  |
|  |                 |                   |                   |             |             |  |  |               |                 |                 |               |               |   |   |              |              |              |              |              |  |
|  | 1               | Lu Yen-hsun       | 6                 | 2           | 6           |  |  |               |                 |                 |               |               |   |   |              |              |              |              |              |  |
|  |                 | Tripp Phillips    | 1                 | 6           | 1           |  |  | 1             | Lu Yen-hsun     | Lu Yen-hsun     | 6             | 6             |   |   |              |              |              |              |              |  |
|  | Fritz Wolmarans | Fritz Wolmarans   | Fritz Wolmarans   | 7           | 6           |  |  |               | Fritz Wolmarans | Fritz Wolmarans | 2             | 3             |   |   |              |              |              |              |              |  |
|  | Michael Calkins | Michael Calkins   | Michael Calkins   | 65          | 4           |  |  |               |                 |                 |               |               |   |   | 1            | Lu Yen-hsun  | Lu Yen-hsun  | 6            | 6            |  |
|  | Stephen Huss    | Stephen Huss      | Stephen Huss      | 6           | 6           |  |  |               |                 | 6               | Jesse Witten  | Jesse Witten  | 2 | 2 |              |              |              |              |              |  |
|  | Kyle Porter     | Kyle Porter       | Kyle Porter       | 1           | 0           |  |  |               | Stephen Huss    | Stephen Huss    | 4             | 2             |   |   |              |              |              |              |              |  |
|  | 6               | Jesse Witten      | Jesse Witten      | 6           | 6           |  |  | 6             | Jesse Witten    | Jesse Witten    | 6             | 6             |   |   |              |              |              |              |              |  |
|  |                 | Gregory Ouellette | Gregory Ouellette | 4           | 0           |  |  |               |                 |                 |               |               |   |   |              |              |              |              |              |  |

### Sezione 2
|  | Primo turno      | Primo turno      | Primo turno      | Primo turno | Primo turno |  |  | Secondo turno  | Secondo turno    | Secondo turno    | Secondo turno | Secondo turno |   |   | Ultimo turno | Ultimo turno | Ultimo turno | Ultimo turno | Ultimo turno |  |
|  |                  |                  |                  |             |             |  |  |                |                  |                  |               |               |   |   |              |              |              |              |              |  |
|  |                  | Bo Hodge         | Bo Hodge         | 6           | 6           |  |  |                |                  |                  |               |               |   |   |              |              |              |              |              |  |
|  | 2                | Ivo Heuberger    | Ivo Heuberger    | 2           | 4           |  |  | Bo Hodge       | Bo Hodge         | Bo Hodge         | 6             | 6             |   |   |              |              |              |              |              |  |
|  | Hamid Mirzadeh   | Hamid Mirzadeh   | 6                | 3           | 6           |  |  | Hamid Mirzadeh | Hamid Mirzadeh   | Hamid Mirzadeh   | 2             | 4             |   |   |              |              |              |              |              |  |
|  | Matt Laramore    | Matt Laramore    | 1                | 6           | 2           |  |  |                |                  |                  |               |               |   |   |              | Bo Hodge     | 4            | 6            | 65           |  |
|  | Matthew Behrmann | Matthew Behrmann | Matthew Behrmann | 7           | 6           |  |  |                |                  | 7                | Brendan Evans | 6             | 4 | 7 |              |              |              |              |              |  |
|  | Luka Gregorc     | Luka Gregorc     | Luka Gregorc     | 63          | 4           |  |  |                | Matthew Behrmann | Matthew Behrmann | 64            | 4             |   |   |              |              |              |              |              |  |
|  | 7                | Brendan Evans    | Brendan Evans    | 6           | 6           |  |  | 7              | Brendan Evans    | Brendan Evans    | 7             | 6             |   |   |              |              |              |              |              |  |
|  |                  | Joe Epkey        | Joe Epkey        | 4           | 4           |  |  |                |                  |                  |               |               |   |   |              |              |              |              |              |  |

### Sezione 3
|  | Primo turno      | Primo turno         | Primo turno         | Primo turno | Primo turno |  |  | Secondo turno       | Secondo turno       | Secondo turno | Secondo turno | Secondo turno |   |   | Ultimo turno | Ultimo turno        | Ultimo turno        | Ultimo turno | Ultimo turno |  |
|  |                  |                     |                     |             |             |  |  |                     |                     |               |               |               |   |   |              |                     |                     |              |              |  |
|  |                  | Mashiska Washington | Mashiska Washington | 6           | 7           |  |  |                     |                     |               |               |               |   |   |              |                     |                     |              |              |  |
|  | 3                | Glenn Weiner        | Glenn Weiner        | 1           | 6           |  |  | Mashiska Washington | Mashiska Washington | 7             | 3             | 6             |   |   |              |                     |                     |              |              |  |
|  | Phillip Simmonds | Phillip Simmonds    | Phillip Simmonds    | 6           | 6           |  |  | Phillip Simmonds    | Phillip Simmonds    | 5             | 6             | 4             |   |   |              |                     |                     |              |              |  |
|  | Daniel Lempa     | Daniel Lempa        | Daniel Lempa        | 3           | 2           |  |  |                     |                     |               |               |               |   |   |              | Mashiska Washington | Mashiska Washington | 6            | 6            |  |
|  | Troy Hahn        | Troy Hahn           | Troy Hahn           | 6           | 7           |  |  |                     |                     | 8             | Brian Wilson  | Brian Wilson  | 4 | 2 |              |                     |                     |              |              |  |
|  | Ashwin Kumar     | Ashwin Kumar        | Ashwin Kumar        | 4           | 5           |  |  |                     | Troy Hahn           | 3             | 6             | 3             |   |   |              |                     |                     |              |              |  |
|  | 8                | Brian Wilson        | Brian Wilson        | 6           | 6           |  |  | 8                   | Brian Wilson        | 6             | 3             | 6             |   |   |              |                     |                     |              |              |  |
|  |                  | Kiantki Thomas      | Kiantki Thomas      | 0           | 3           |  |  |                     |                     |               |               |               |   |   |              |                     |                     |              |              |  |

### Sezione 4
|  | Primo turno     | Primo turno          | Primo turno          | Primo turno | Primo turno |  |  | Secondo turno | Secondo turno        | Secondo turno        | Secondo turno | Secondo turno |   |   | Ultimo turno | Ultimo turno         | Ultimo turno | Ultimo turno | Ultimo turno |  |
|  |                 |                      |                      |             |             |  |  |               |                      |                      |               |               |   |   |              |                      |              |              |              |  |
|  | 4               | Sébastien de Chaunac | Sébastien de Chaunac | 6           | 6           |  |  |               |                      |                      |               |               |   |   |              |                      |              |              |              |  |
|  |                 | Sanjin Sadovich      | Sanjin Sadovich      | 2           | 1           |  |  | 4             | Sébastien de Chaunac | Sébastien de Chaunac | 6             | 6             |   |   |              |                      |              |              |              |  |
|  | Jim Thomas      | Jim Thomas           | 6                    | 65          | 6           |  |  |               | Jim Thomas           | Jim Thomas           | 4             | 2             |   |   |              |                      |              |              |              |  |
|  | Ryan Recht      | Ryan Recht           | 3                    | 7           | 3           |  |  |               |                      |                      |               |               |   |   | 4            | Sébastien de Chaunac | 63           | 6            | 6            |  |
|  | Sulieman Ladipo | Sulieman Ladipo      | 4                    | 6           | 6           |  |  |               |                      | 5                    | Tomáš Cakl    | 7             | 2 | 4 |              |                      |              |              |              |  |
|  | Jeremy Sonkin   | Jeremy Sonkin        | 6                    | 1           | 4           |  |  |               | Sulieman Ladipo      | Sulieman Ladipo      | 2             | 2             |   |   |              |                      |              |              |              |  |
|  | 5               | Tomáš Cakl           | Tomáš Cakl           | 6           | 7           |  |  | 5             | Tomáš Cakl           | Tomáš Cakl           | 6             | 6             |   |   |              |                      |              |              |              |  |
|  |                 | Derek Porter         | Derek Porter         | 1           | 64          |  |  |               |                      |                      |               |               |   |   |              |                      |              |              |              |  |